# Copitarsia humilis
Copitarsia humilis là một loài bướm đêm trong họ Noctuidae.